# Onze-Lieve-Vrouw van den Tuimelaarkapel

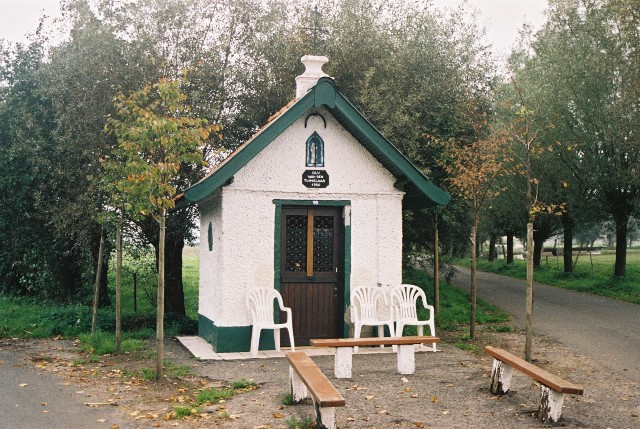
Onze-Lieve-Vrouw van den Tuimelaarkapel

De Onze-Lieve-Vrouw van den Tuimelaarkapel (ook: Onze-Lieve-Vrouw Troosteres der Bedruktenkapel) is een kapel in de Oost-Vlaamse plaats Zele, gelegen aan de Stokstraat.

## Geschiedenis
In 1760 werd hier een kapel gebouwd, maar al in 1690 werd er al melding gemaakt van enige devotie hieromtrent. Naar verluidt zou een boer op de akker een Mariabeeldje hebben gevonden. Hij nam het mee naar huis, doch de volgende ochtend was het verdwenen en lag het weer op dezelfde plek als tevoren. Dit herhaalde zich nog driemaal. Steeds tuimelde het beeldje weer terug naar de oorspronkelijke plaats, waarop op die plaats een kapel werd gebouwd.
De kapel van 1760 raakte in verval, daarom werd in 1826 een nieuwe kapel gebouwd. Deze werd sindsdien goed onderhouden door de omwonenden.

## Gebouw
Het betreft een eenvoudige kapel in landelijk gebied, op rechthoekige plattegrond en onder zadeldak. Boven de toegangsdeur bevindt zich een nisje met daarin een Mariabeeld.
Het altaar zou afkomstig zijn van een kapel in Dilbeek.